# رویوییر-سن-ژان، کبک
رویوییر-سن-ژان (به فرانسوی: Rivière-Saint-Jean) شهری در منطقه شهری منگانی ناحیه کوت-نور در استان کبک کانادا است. در سرشماری سال ۲۰۱۱ این شهر ۲۸۴ نفر جمعیت داشته‌است و مساحت آن ۶۵۲٫۵۴ کیلومتر مربع است.